# Karel Jaromír Erben
Karel Jaromír Erben (ur. 7 listopada 1811 w Miletínie, zm. 21 listopada 1870 w Pradze) – czeski etnograf, historyk i pisarz, badacz folkloru czeskiego i słowiańskiego; zbierał narodowe pieśni i porzekadła. Wszystkie legendy przetwarzał w sposób artystyczny.
Karel Jaromír Erben urodził się jako jeden z bliźniaków, ale jego brat Jan wkrótce zmarł. Jego rodzicami byli Jan i Anna Erbenowie. Najpierw uczył się w Hradcu Králové, potem zaczął studia prawnicze w Pradze. Główną dziedzina jego działalności stała się historia, co wynikało z wpływu Františka Palackiego. Poeta pracował jako urzędnik Czeskiego Muzeum i Macierzy czeskiej. Był też redaktorem pisma Pražské noviny. W 1851 roku został archiwistą Pragi, co zabezpieczyło byt jego i jego rodziny na następne lata.
Erben zaliczany jest do najwybitniejszych przedstawicieli czeskiego preromantyzmu. Pozostaje autorem jednego tylko, ale mistrzowskiego zbioru wierszy. W 1853 wydał zbiór ballad Kytice z pověstí národních, należący do klasycznych dzieł literatury czeskiej. W Czechach zbiór ten odgrywa taką samą rolę jak Ballady i romanse Adama Mickiewicza. W utworach, osadzonych w ludowej poetyce, porusza tematy miłości, śmierci, nienawiści, zbrodni i kary.
W Sto prostonárodních pohádek a pověstí slovanských v nářečích původních (1865) zamieścił pięć utworów w języku kaszubskim.
Wiersze Erbena tłumaczyli Józef Grajnert, Janusz Ferdynand Nowakowski i Kazimierz Andrzej Jaworski.
Jego imieniem nazwano planetoidę (40106) Erben.